# Alfred Schreiber
Alfred Schreiber (ur. 11 listopada 1923 w Keplachowitz, zm. 26 listopada 1944) – niemiecki as myśliwski z okresu II wojny światowej. Przez niektóre źródła uznawany za pierwszego pilota, który odniósł zwycięstwo lecąc myśliwcem odrzutowym.
26 lipca 1944 przechwycił i zaatakował samolot Mosquito PR XVI zwiadu fotograficznego z 540 dywizjonu RAF, gdy leciał na samolocie Messerschmitt Me 262 A-1a W.Nr. 130 017. Często jest to podawane jako pierwsze zwycięstwo powietrzne myśliwca odrzutowego w historii lotnictwa. Jednak pomimo uszkodzeń brytyjski samolot dotarł do alianckiego lotniska we Włoszech i rozbił się podczas lądowania. Schreiberowi zaliczono kolejne cztery zwycięstwa powietrzne zanim został zabity 26 listopada 1944. Zginął w czasie awaryjnego lądowania tym samym samolotem, którym atakował Mosquito po tym, jak maszyna przekoziołkowała.